# Didier Cuche
Didier Cuche (Le Pâquier, 16 agosto 1974) è un ex sciatore alpino svizzero, campione del mondo nel supergigante a Val-d'Isère 2009.
Atleta di punta della squadra elvetica negli anni 2000, nel suo palmarès vanta, tra l'altro, una medaglia olimpica, quattro iridate e sei Coppe del Mondo di specialità.

## Biografia
Nato a Le Pâquier (comune in seguito incorporato a Val-de-Ruz) e originario della stazione sciistica di Les Bugnenets-Savagnières di Le Pâquier/Saint-Imier, Cuche eccelleva nelle discipline veloci e nello slalom gigante. Dal carattere guascone, era noto per il gesto che compiva alla fine delle gare, quando prendeva al volo uno sci dopo averlo fatto roteare in aria.

### Stagioni 1993-2001
Cuche debuttò in campo internazionale in occasione dei Mondiali juniores di Monte Campione/Colere 1993; in Coppa del Mondo esordì il 29 dicembre dello stesso anno, disputando la discesa libera della Stelvio di Bormio e classificandosi 57º, e ottenne i primi punti nella medesima specialità il 16 dicembre 1995 in Val Gardena (21º). La prima parte della sua carriera fu segnata da vari infortuni alle ginocchia.
Il 23 gennaio 1998 ottenne la prima vittoria, nonché primo podio, in Coppa del Mondo nella classica discesa libera della Streif di Kitzbühel; in seguitò esordì ai Giochi olimpici invernali: a Nagano 1998 vinse la medaglia d'argento nel supergigante e si classificò 8º nella discesa libera. L'anno dopo disputò i suoi primi Campionati mondiali, Vail/Beaver Creek 1999, piazzandosi 14º nella discesa libera e 8º nel supergigante; due anni dopo, nella rassegna iridata di Sankt Anton, fu invece 5º nel supergigante, 16º nello slalom gigante e non concluse la discesa libera.

### Stagioni 2002-2005
Nel 2002 vinse il prestigioso slalom gigante della Chuenisbärgli di Adelboden (il 5 gennaio) e partecipò ai XIX Giochi olimpici invernali di Salt Lake City 2002, dove fu 14º nella discesa libera, 10º nello slalom gigante e non completò il supergigante. Quell'anno in Coppa del Mondo, dopo aver ottenuto otto podi con due vittorie, fu 3º nella classifica generale e 2º in quella di supergigante, vinte entrambe da Stephan Eberharter.
Nella stagione 2002-2003 disputò i Mondiali di Sankt Moritz, dove fu 4º nella discesa libera, 11º nel supergigante e 12º nello slalom gigante, e in Coppa del Mondo ottenne quattro podi con una vittoria, nel supergigante della Birds of Prey di Beaver Creek dell'8 dicembre; chiuse al 5º posto nella classifica generale e al 3º in quella di supergigante. Nel 2003-2004 ottenne un podio in Coppa del Mondo vincendo la discesa libera della Kandahar di Garmisch-Partenkirchen del 30 gennaio, mentre nel 2004-2005, dopo aver colto due podi in dicembre, concluse anzitempo la stagione a causa di un nuovo infortunio al ginocchio occorsogli a inizio gennaio.

### Stagioni 2006-2008
Il 24 gennaio 2006 ottenne a Châtel in supergigante il suo unico podio in Coppa Europa (2º); ai successivi XX Giochi olimpici invernali di Torino 2006 fu 12º nel supergigante e 19º nello slalom gigante. Tornò a competere ai massimi livelli nella stagione 2006-2007: ai Mondiali di Åre vinse la medaglia di bronzo nello slalom gigante e si classificò 6º nella discesa libera e 4º in supergigante; in Coppa del Mondo ottenne sette podi (una vittoria), vinse la sua prima Coppa del Mondo di discesa libera e si classificò 3º nella classifica generale e 2º in quella di supergigante.
Anche nel 2007-2008 vinse la coppa di cristallo in discesa libera; ottenne dodici podi con due vittorie in altrettante classiche, il supergigante della Saslong in Val Gardena il 14 dicembre e, per la seconda volta in carriera, la discesa libera della Streif di Kitzbühel il 19 gennaio. In classifica generale fu 3º e in quella di supergigante 2º, superato di un solo punto dal vincitore Hannes Reichelt.

### Stagioni 2009-2010
Ai Mondiali di Val-d'Isère 2009 si laureò campione iridato nel supergigante, divenendo l'atleta più anziano ad aver vinto una medaglia d'oro ai Campionati mondiali; Cuche vinse inoltre la medaglia d'argento nella discesa libera arrivando 4 centesimi dal vincitore, il canadese John Kucera, e si classificò 6º nello slalom gigante. Quell'anno in Coppa del Mondo salì sul podio sei volte, con una vittoria (il 21 febbraio nello slalom gigante della Kandahar Banchetta di Sestriere), vinse la Coppa del Mondo di slalom gigante e si piazzò al 3º posto nella classifica generale.

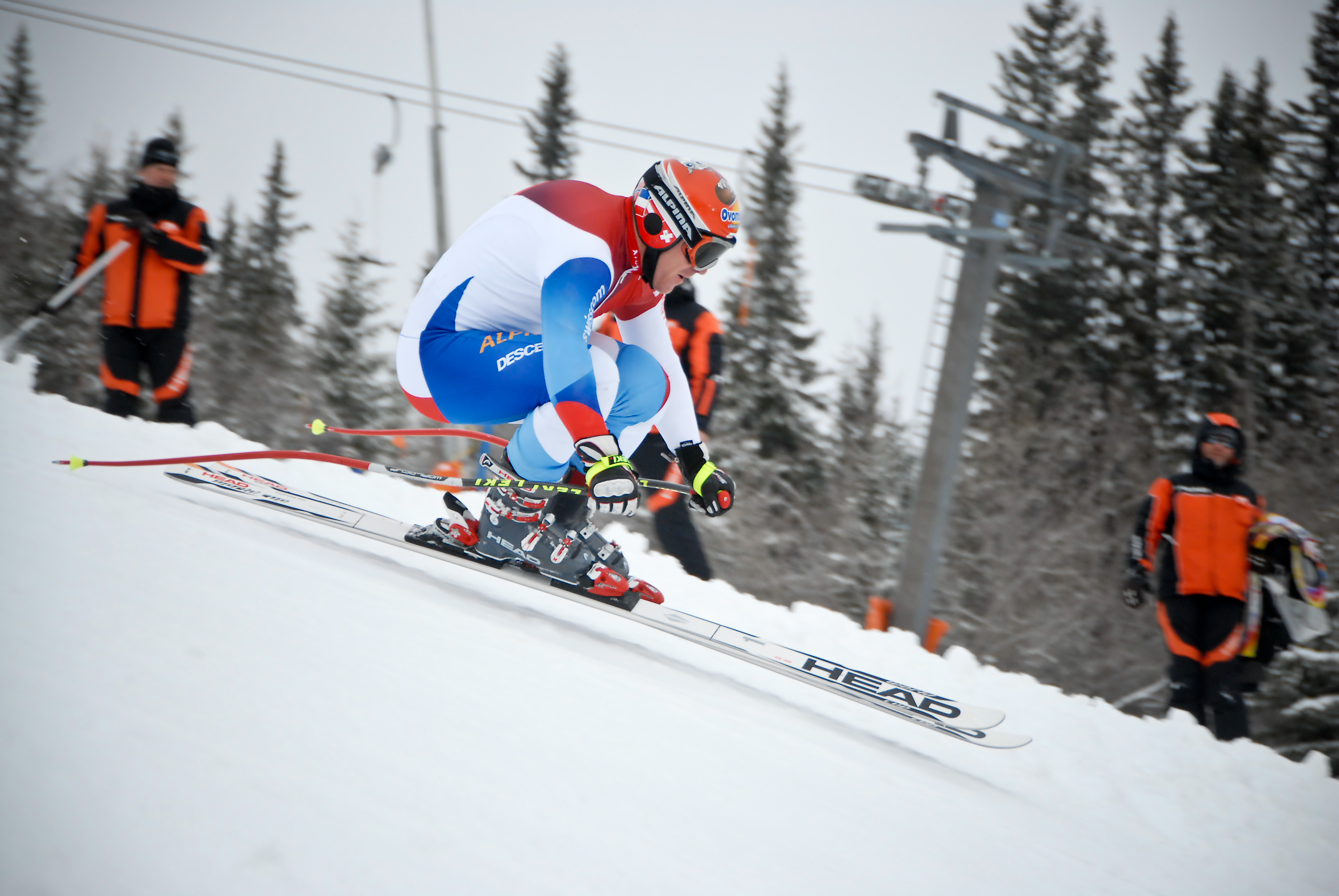
Cuche in gara a Trysil il 24 marzo 2010

Nel 2010 prese parte alle sue ultime Olimpiadi, Vancouver 2010, classificandosi 6º nella discesa libera, 10º nel supergigante e 14º nello slalom gigante, mentre in Coppa del Mondo si aggiudicò la sua terza coppa di cristallo di discesa libera, chiudendo ancora una volta 3º nella classifica generale. I suoi podi nel circuito quell'anno furono sei, con cinque vittorie tra le quali il supergigante della Streifalm e la discesa libera della Streif (per la terza volta) a Kitzbühel, il 22 e 23 gennaio.

### Stagioni 2011-2012
Nel 2010-2011 si aggiudicò sia la Coppa del Mondo di discesa libera (per la quarta volta) sia quella di supergigante, salì sul podio sei volte con tre vittorie, tra le quali la sua quarta sulla Streif il 22 gennaio, e nella classifica generale vinta da Ivica Kostelić fu 2º. Conquistò anche la sua quarta e ultima medaglia mondiale, d'argento, nella rassegna iridata di Garmisch-Partenkirchen in discesa libera, venendo ancora preceduto da un atleta canadese, questa volta Erik Guay. In quella sua ultima presenza ai Mondiali si classificò inoltre 4º nel supergigante ed 8º nello slalom gigante.
Nel corso della sua ultima stagione agonistica, 2011-2012, Cuche conquistò ancora sette podi in Coppa del Mondo, con quattro vittorie. Tra queste, quelle nelle discese libere della Kandahar di Garmisch-Partenkirchen del 28 gennaio e soprattutto quella delle Streif di Kitzbühel: con cinque successi nella specialità, uno in più dei fuoriclasse austriaci Karl Schranz e Franz Klammer, stabilì il primato di vittorie sullo storico pendio. Colse la sua ultima vittoria e il suo ultimo podio di carriera in Coppa del Mondo il 24 e 25 febbraio Crans-Montana, in entrambi i casi in supergigante; con quella vittoria riaffermò anche il primato, che già gli apparteneva, di sciatore alpino più anziano ad aver vinto una gara di Coppa del Mondo, a trentasette anni e sette mesi. Disputò la sua ultima gara nel circuito il 17 marzo successivo a Schladming: prima della seconda manche dello slalom gigante in programma, Cuche salutò il Circo bianco percorrendo la Planai in tenuta d'epoca (sci di legno, berretto e zaino in spalla). La sua ultima apparizione agonistica avvenne invece durante i Campionati svizzeri della settimana successiva, il 24 marzo a Veysonnaz.

## Palmarès

### Olimpiadi
- 1 medaglia:
  - 1 argento (supergigante a Nagano 1998)

### Mondiali
- 4 medaglie:
  - 1 oro (supergigante a Val-d'Isère 2009)
  - 2 argenti (discesa libera a Val-d'Isère 2009; discesa libera a Garmisch-Partenkirchen 2011)
  - 1 bronzo (slalom gigante a Åre 2007)

### Coppa del Mondo
- Miglior piazzamento in classifica generale: 2º nel 2011
- Vincitore della Coppa del Mondo di discesa libera nel 2007, nel 2008, nel 2010 e nel 2011
- Vincitore della Coppa del Mondo di supergigante nel 2011
- Vincitore della Coppa del Mondo di slalom gigante nel 2009
- 67 podi:
  - 21 vittorie
  - 26 secondi posti
  - 20 terzi posti

#### Coppa del Mondo - vittorie
| Data             | Località               | Paese       | Specialità |
| ---------------- | ---------------------- | ----------- | ---------- |
| 23 gennaio 1998  | Kitzbühel              | Austria     | DH         |
| 5 gennaio 2002   | Adelboden              | Svizzera    | GS         |
| 7 marzo 2002     | Altenmarkt-Zauchensee  | Austria     | SG         |
| 8 dicembre 2002  | Beaver Creek           | Stati Uniti | SG         |
| 30 gennaio 2004  | Garmisch-Partenkirchen | Germania    | DH         |
| 10 marzo 2007    | Lillehammer Kvitfjell  | Norvegia    | DH         |
| 14 dicembre 2007 | Val Gardena            | Italia      | SG         |
| 19 gennaio 2008  | Kitzbühel              | Austria     | DH         |
| 21 febbraio 2009 | Sestriere              | Italia      | GS         |
| 25 ottobre 2009  | Sölden                 | Austria     | GS         |
| 28 novembre 2009 | Lake Louise            | Canada      | DH         |
| 22 gennaio 2010  | Kitzbühel              | Austria     | SG         |
| 23 gennaio 2010  | Kitzbühel              | Austria     | DH         |
| 6 marzo 2010     | Lillehammer Kvitfjell  | Norvegia    | DH         |
| 22 gennaio 2011  | Kitzbühel              | Austria     | DH         |
| 29 gennaio 2011  | Chamonix               | Francia     | DH         |
| 13 marzo 2011    | Kvitfjell              | Norvegia    | SG         |
| 26 novembre 2011 | Lake Louise            | Canada      | DH         |
| 21 gennaio 2012  | Kitzbühel              | Austria     | DH         |
| 28 gennaio 2012  | Garmisch-Partenkirchen | Germania    | DH         |
| 24 febbraio 2012 | Crans-Montana          | Svizzera    | SG         |

Legenda:

DH = discesa libera

SG = supergigante

GS = slalom gigante

#### Coppa del Mondo - gare a squadre
- 1 podio:
  - 1 terzo posto

### Campionati svizzeri
- 19 medaglie (dati dalla stagione 1994-1995)[9]:
  - 9 ori (discesa libera, supergigante nel 1998; slalom gigante nel 2002; supergigante nel 2003; discesa libera nel 2006; supergigante nel 2007; supergigante nel 2008; slalom gigante nel 2009; discesa libera nel 2011)
  - 7 argenti (discesa libera nel 1999; discesa libera nel 2000; discesa libera nel 2003; supergigante nel 2004; supergigante nel 2006; discesa libera nel 2007; supergigante nel 2009)
  - 3 bronzi (supergigante nel 1995; slalom gigante nel 2008; discesa libera nel 2010)

## Statistiche

### Podi in Coppa del Mondo
| 1º     | 2º                     | 3º                     | 1º                     | 2º                     | 3º                     | 1º                     | 2º                     | 3º                     |                        |                        |                        |                        |                        |                        |                        |                        |
| 1994   |                        |                        |                        |                        |                        |                        |                        |                        |                        | 0                      |                        |                        |                        |                        |                        |                        |
| 1995   | stagione non disputata | stagione non disputata | stagione non disputata | stagione non disputata | stagione non disputata | stagione non disputata | stagione non disputata | stagione non disputata | stagione non disputata | stagione non disputata | stagione non disputata | stagione non disputata | stagione non disputata | stagione non disputata | stagione non disputata | stagione non disputata |
| 1996   |                        |                        |                        |                        |                        |                        |                        |                        |                        | 0                      |                        |                        |                        |                        |                        |                        |
| 1997   | stagione non disputata | stagione non disputata | stagione non disputata | stagione non disputata | stagione non disputata | stagione non disputata | stagione non disputata | stagione non disputata | stagione non disputata | stagione non disputata | stagione non disputata | stagione non disputata | stagione non disputata | stagione non disputata | stagione non disputata | stagione non disputata |
| 1998   | 1                      | 2                      |                        |                        |                        | 1                      |                        |                        |                        | 4                      |                        |                        |                        |                        |                        |                        |
| 1999   |                        |                        |                        |                        |                        |                        |                        |                        |                        | 0                      |                        |                        |                        |                        |                        |                        |
| 2000   |                        | 1                      |                        |                        | 1                      | 1                      |                        |                        |                        | 3                      |                        |                        |                        |                        |                        |                        |
| 2001   |                        |                        |                        |                        |                        | 1                      |                        |                        |                        | 1                      |                        |                        |                        |                        |                        |                        |
| 2002   |                        |                        |                        | 1                      | 3                      | 1                      | 1                      | 1                      | 1                      | 8                      |                        |                        |                        |                        |                        |                        |
| 2003   |                        | 2                      |                        | 1                      |                        | 1                      |                        |                        |                        | 4                      |                        |                        |                        |                        |                        |                        |
| 2004   | 1                      |                        |                        |                        |                        |                        |                        |                        |                        | 1                      |                        |                        |                        |                        |                        |                        |
| 2005   |                        |                        |                        |                        |                        |                        |                        | 1                      | 1                      | 2                      |                        |                        |                        |                        |                        |                        |
| 2006   |                        |                        |                        |                        |                        |                        |                        |                        |                        | 0                      |                        |                        |                        |                        |                        |                        |
| 2007   | 1                      | 4                      | 1                      |                        |                        | 1                      |                        |                        |                        | 7                      |                        |                        |                        |                        |                        |                        |
| 2008   | 1                      | 4                      | 1                      | 1                      |                        | 3                      |                        | 1                      | 1                      | 12                     |                        |                        |                        |                        |                        |                        |
| 2009   |                        | 1                      |                        |                        |                        | 1                      | 1                      | 2                      | 1                      | 6                      |                        |                        |                        |                        |                        |                        |
| 2010   | 3                      | 1                      |                        | 1                      |                        |                        | 1                      |                        |                        | 6                      |                        |                        |                        |                        |                        |                        |
| 2011   | 2                      | 1                      | 1                      | 1                      |                        | 1                      |                        |                        |                        | 6                      |                        |                        |                        |                        |                        |                        |
| 2012   | 3                      |                        | 1                      | 1                      | 1                      | 1                      |                        |                        |                        | 7                      |                        |                        |                        |                        |                        |                        |
| Totale | 12                     | 16                     | 4                      | 6                      | 5                      | 12                     | 3                      | 5                      | 4                      | 67                     |                        |                        |                        |                        |                        |                        |
| Totale | 32                     | 32                     | 32                     | 23                     | 23                     | 23                     | 12                     | 12                     | 12                     | 67                     |                        |                        |                        |                        |                        |                        |